# ریچارد ایر (بازیگر)
ریچارد آیر (انگلیسی: Richard Eyer؛ زادهٔ ۶ مهٔ ۱۹۴۵) هنرپیشه و آموزگار اهل ایالات متحده آمریکا است.

## زندگی شخصی
در مصاحبه ای، آیر از مادرش برای ارتقای حرفه بازیگری خود تمجید کرد داد. "این همه کار او بود که این کار را انجام داد. من موهای مجعد، کک و مک داشتم، و مردم می گفتند چه بچه نازی است و همه اینها؛ بنابراین مادرم من را در چند مسابقه شخصیت کودکان شرکت داد و من برنده یکی از این مسابقات شدم."

## گزیده فیلم‌شناسی
از فیلم‌ها یا برنامه‌های تلویزیونی که وی در آن نقش داشته‌است می‌توان به آثار زیر اشاره کرد.
| سال  | عنوان         | نقش           | توضیحات |
| ---- | ------------- | ------------- | ------- |
| ۱۹۵۵ | ساعات ناامیدی | رالفی هیلیارد |         |
| ۱۹۵۶ | ترغیب دوستانه | جس بردول کوچک |         |
| ۱۹۵۷ | تهمت          | جوئی مارتین   |         |
| ۱۹۵۷ | پسر نامرئی    | تیمی مرینوئه  |         |